# 松原愛
松原 愛（まつばら あい、本名：山田道子（旧姓は所司）、1955年12月9日 - ）は、日本の女優・歌手。

## 人物
北海道旭川市春光町生まれ。それまで自社専属の監督や俳優での製作が常識だった邦画界において、同じく外部の商業映画経験が無いCF監督だった大林宣彦と共に大手映画会社である東宝で映画初出演にして初の主演作『HOUSE ハウス』を生み出し、閉塞しきった映画界に革新と新風を送り込んだ、伝説の「ハウスガールズ」リーダー。
彼女の上記初主演作と楽曲は、尾道三部作『転校生』を初めとするその後の大林作品にも絶大な影響を与え海外にも熱狂的ファンを生み出し、国内ではウッチャンナンチャン、アイヤーダイなど分野を超え様々なエンターティナーに多大な影響を与え続けている。1998年5月28日「有限会社ブランニューステーション」を設立、2019年8月現在に至るまで代表取締役となる。夫は作詞家の山田孝雄。

## 経歴

### 劇画漫画の主題歌デビュー
北海道旭川市春光町生まれ。両親は石川県羽咋市出身。父親の転勤で三重県津市に移り、小学校時代は愛知県名古屋市、兵庫県伊丹市で過ごす。中学校からは兵庫県宝塚市で育ち、高校時代に兵庫県立伊丹高等学校から京都府立八幡高等学校に転校。京都の高校時代は医師を志していたが、1973年、青春の思い出にと、週刊少年マガジン連載『愛と誠』（作：梶原一騎）の主題歌を歌うフレッシュ歌手募集に応募し、全国3200余名の中から優勝する。翌年、日大芸術学部に進学と同時にキャニオンレコードより『愛と誠』の主題歌を歌う恒藤信一とのデュオ、「あいまこと」でデビューし、ヒット賞を受賞。
松原の歌った本漫画『愛と誠』は1974 - 76年に松竹で三部作として映画化、その大ヒットの余波で同時期にTVドラマ化もされ、松原自身もニッポン放送のラジオドラマ版ではヒロイン“早乙女愛”を、同じ梶原一騎原作ドラマ『天下一大物伝』でもヒロインを務め、劇画ブームの先鞭を付ける。

### ハウスで金字塔
1975年、日本クラウンに移籍。芸名を「松原愛」とし、『雪の朝』でソロデビュー。その後“CM界の黒澤”こと大林宣彦が演出を手がけたTOTOホーローバスのCMに出演し、3代目“おさかなちゃん”となる。続いて1976年11月、大林が数年前から温めていた企画『HOUSE ハウス』のラジオ番組に生出演、翌1977年には大林の初監督作となる東宝映画『HOUSE ハウス』にて、七人の少女（ハウスガールズ）の一人“ガリ”に抜擢され、主役デビューを果たす。
大林と組んだこの松原の初主演作は併映作で当時絶頂だった百友映画『泥だらけの純情』を喰うほどの長蛇の列を生み出し、そのアヴァンギャルドな作風は製作背景やメディアミックス手法も手伝い極端な賛否両論を生むカルト的人気を博し、その後の自主映画人に多大な影響を及ぼした。続いて『瞳の中の訪問者』『ねらわれた学園』と出演し、初期大林映画の象徴的存在となる。松原の才は現代劇に留まらず、1980年、アメリカNBCテレビドラマ『将軍 SHŌGUN』で三船敏郎と共演、同年の黒澤明監督『影武者』にも出演し、実質映画三本目にして第33回カンヌ国際映画祭でパルム・ドールを受賞した。

### 病気克服、復帰
2003年、難病指定先天性脳血管障害の「もやもや病」のため、脳梗塞を発症し開頭手術を受ける。2005年、20年ぶりに新曲『横浜e－じゃん』『火の酒』を発売、復帰を果たし、2011年4月には30年ぶりに大林宣彦と組んで『ふたりの時計』『東京枯れすすき』を発表。その6年後には競馬ファン垂涎の名馬たちの祝勝歌集たるアルバム『北の栄光伝説』発売。

### 世界の愛、新たなHOUSEフィーバー
2009年、『HOUSE ハウス』が本国公開より30年以上経って北米で異例のリバイバル公開（Janus Films配給）され、翌年にアメリカソフト*メーカーの最高峰「クライテリオン」より初のBD化。
2017年にはジャッキーチェン同様幼少期に本作に心酔したという俳優 映画監督のアイヤーダイから熱烈なラブコールを受け、アイヤーが企画するハウス特集番組『ガリ対談』『HOUSEサントラ談』『伝説の二大守護神 弾(談)』に連続出演。同二番組では劇中の別パートに登場した成田賢や鰐淵晴子と初対面、更には撮影以来42年ぶりとなる盟友クンフーこと神保美喜との再会も果たし、これまで語られなかった驚愕のハウス秘話を次々と大放出、アイヤーが推し進めるハウスプロジェクト「プロジェクトH」を牽引していく。

## 逸話

### 元祖『転校生』
1976年9月に発表した松原のシングル『ボク女だぞ』の作詞を手がけたのは大林宣彦で、同年11月にオールナイトニッポンで放送されたラジオドラマ『ハウス』での彼女の入場テーマとして作られ、後に大林は同曲の世界観をさらに昇華させて尾道三部作の一作目となる『転校生』を製作。
因みにタイトルの「転校生」は“性”が“転向”する…の大林特有のダジャレである。

### ハウスガールズの生徒会長
『HOUSE ハウス』劇中でも世話焼きお姉さんキャラだった松原は、実際にもハウスガールズの中で当時唯一成人した現役大学生であり、大林から撮影前に「頼みましたよ」と言われた。
実際、化粧が初めてというメロディー役の田中エリ子のドーラン塗りを手伝ったりと面倒見良く沢山のガールズに慕われ、「撮影合間にはみんな愛さんの元に寄り添い、瞬く間に彼女の腕が塞がった」と、クンフー役の神保美喜が述懐する。

### 幻の『柳生一族』
『HOUSE ハウス』を撮り終えた時期、松原は東映の時代劇復興を掲げたオールスター大作『柳生一族の陰謀』のオーディション（柳生十兵衛の妹役）に、監督の深作欣二直々の指名で呼ばれた。「馬に乗れるか」の深作の問いに「馬は“ウマ”くありません」と返して、結果落選。
大林仕込みのダジャレで謙虚に言い過ぎた、大変後悔しているという。同役には『HOUSE ハウス』の格闘シーンで現場にも度々訪れた志穂美悦子が選ばれ、松原は今に至るまで当作を観ていない。

## 出演作品

### 映画
- HOUSE ハウス（1977年7月30日公開、東宝  監督：大林宣彦）初主演　- ガリ 役

- 瞳の中の訪問者（1977年11月26日公開、東宝　監督：大林宣彦）- テニスの相手 役

- 影武者（1980年4月26日公開、東宝　監督：黒澤明）- 腰元 役

- 将軍 SHŌGUN（1980年公開、東宝　監督：ジェリー・ロンドン）- 羅子姫 役

- ねらわれた学園（1981年7月11日公開、角川春樹事務所 / 東宝：大林宣彦）- アナウンス嬢 役

### テレビドラマ
- 天下一大物伝（1976年10月5日 - 1977年3月29日、東京12チャンネル(現・テレビ東京)）- 水の江洋子 役

- 大江戸捜査網「296話 悪女が捨てた殺しの分け前」（1979年7月14日、東京12チャンネル）

- 必殺仕事人「45話 裏技欺しの十手業」（1980年4月4日、テレビ朝日）- さわ 役

- マリーの桜（1980年4月、TBS）

- 男！あばれはっちゃく「9話 あばれアニメだマル秘作戦」（1980年5月17日、テレビ朝日）- 米倉小夜子 役

- 新・江戸の旋風「27話 怪談・消えた娘」（1980年7月31日、フジテレビ）

- 大捜査線「26話 ああ沢木刑事!青春の赤い墓標」（1980年8月14日、フジテレビ）

- 新五捕物帳「114話 花ひらく愛の灯」（1980年9月9日、日本テレビ）

- ザ・ハングマン「7話 亡者を呼ぶ金相場」（1980年12月26日、テレビ朝日）

- 将軍 SHŌGUN（テレビシリーズ版）第4部（1981年4月2日、テレビ朝日）- 羅子姫 役

- 斬り捨て御免!２「20話 なさけ深川怨み節」（1981年8月12日、東京12チャンネル）- おきぬ 役

- 土曜ワイド劇場「料理教室殺人事件*卵のトリック」（1981年12月5日、テレビ朝日）- 司会者 役

- 新・必殺仕事人「32話 主水 安心する」（1982年1月15日、テレビ朝日）- きく 役

- 赤かぶ検事奮戦記「9話 坊主めくり」（1982年1月29日、テレビ朝日）- 波多野とも子 役

- 火曜スーパーワイド「津軽海峡 おんな三人春景色」（1988年4月12日、テレビ朝日）

- 土曜ワイド劇場「テニススクール 女たちの華麗な斗い!!」（1989年9月2日、テレビ朝日）

- 月曜・女のサスペンス （文豪シリーズ第2期）「芥川龍之介の『母』」（1990年12月17日、テレビ東京）

### バラエティ
- 金曜10時!うわさのチャンネル!!（1975年 - 1976年、日本テレビ）- 山城新伍の病院コーナー看護師 役

- 独占!女の60分（1976年 - 1988年、テレビ朝日）- アタッカー、司会

- 爆笑オンステージ（1976年 - 1978年、名古屋テレビ）- アシスタント

- オールスター家族対抗歌合戦（1978年 - 1982年、フジテレビ）- 家族と共に3回出場

- お笑いオンステージ「てんぷく劇場」（1980年、NHK）

- クイズでボーイハント（1980年10月4日 - 1981年3月21日、東京12チャンネル）- 司会

- 元祖どっきりカメラ（1980年代、日本テレビ）- 仕掛け人 旅館の中居 役

- 流行事情（1984年10月13日 - 1985年9月28日、TBS）- リポーター

- スターどっきり(秘)報告（1980年、フジテレビ）- ターゲット

- お笑いマンガ道場（1980年代、中京テレビ）- 解答者

- サイクルにっぽん（1982年、テレビ東京）- 競輪リポーター

- 杉原輝雄のゴルフ万歳（1990年、サンテレビ）- ゲストプレイヤー

- きらめきワイド（1992年2月3日、毎日放送）- 稲川淳二のお宅ウォッチング：ゲスト

- チャレンジゴルフ（1993年、千葉テレビ）- 司会

### ラジオドラマ
- 愛と誠（1974年4月8日 - 10月4日、ニッポン放送）- 早乙女愛 役

- ハウス（1976年11月27日、ニッポン放送）- マック 役

- がんばれ元気（1977年5月24日、ニッポン放送）- 石田ともこ 役

### ネット
- 「ガリ対談」（2017年11月14日、アイヤーダイChannel）- ゲスト

- 「HOUSEサントラ談」（2018年8月16日、アイヤーダイChannel）- サプライズゲスト

- 「伝説の二大守護神 弾（談）」（2019年7月26日、アイヤーダイChannel）- ゲスト　※2019年秋公開

## ディスコグラフィー

### シングル
- 愛と誠/愛のテーマ（1974年5月、キャニオン/A215）週刊少年マガジン主題歌

　　（作詞:梶原一騎/作曲:馬飼野康二）
- 愛と誠のある限り/白鳥は哀しからずや（1975年2月、キャニオンA250）松竹映画『続 愛と誠』主題歌

　　（作詞:梶原一騎/作曲:馬飼野康二）　　
- 雪の朝/さようならは白い花びら（1975年10月、日本クラウンZC13）日本クラウン移籍第ー弾

　　（作詞:星野哲郎/作曲:小杉仁三）
- 雨の想いで/明日に夢を（1976年4月、日本クラウンZC18）

　　（作詞:星野哲郎/作曲:小杉仁三）
- ボク女だぞ/くすり指（1976年9月、日本クラウンCW1598）大林映画『転校生』モチーフ

　　（作詞:大林宣彦/作曲:佐瀬寿一）
- ロアン・ヨコハマ/いちど遊びにきませんか（1977年6月、日本クラウンCW1667）

　　（作詞:池田良作/作曲:中川博之）
- 季節はずれのアイスティ/茉莉花の涙（1977年8月、日本クラウンCW1691）

　　（作詞:山田孝雄/作曲:城賀イサム）
- 白い手袋／右と左のマーチ（1978年7月、日本コロムビアPK115）全国交通安全運動テーマソング

　　（作詞:伊藤アキラ/作曲:小林亜星）
- カミンバック長嶋/人生の途中駅（1984年12月、日本クラウンCWA264）長嶋茂雄監督の復帰応援歌

　　（作詞:山田孝雄/作曲:みなみらんぼう）
- 横浜e-じゃん/火の酒（2005年10月、日本クラウンCRCN965）復帰第一弾

　　（作詞:山田孝雄/作曲:やまだゆうすけ）
- ふたりの時計/東京枯れすすき（2011年4月、日本クラウンCRCN1527）大林宣彦PV監督作品（PSC制作）

　　（作詞:山田孝雄/作曲:聖川湧）

### アルバム
- 北の栄光伝説（2017年3月、日本クラウンCDP1161）G1馬を讃える歌集

　《収録曲》
１ありがとう!レッツゴーターキン
　（作詞:山田孝雄/作曲:四方章人/編曲:矢口一馬）
２暗闇で踊れ!ダンスインザダーク
　（作詞:十和野あい/作曲:佐瀬寿一/編曲:森田達也）
３大輪の花 ザッツザプレンティ
　（作詞:山田孝雄/作曲:山田ゆうすけ/編曲:杉山直樹）
４心の叫び ハーツクライ
　（作詞:山田孝雄/作曲:大野弘也/編曲:神保正明）
５砂漠に咲いた花 ハーツクライ
　（作詞:山田孝雄/作曲:大野弘也/編曲:神保正明）
６眠れない夜 スリープレスナイト　
　（作詞:十和野あい/作編曲:松井タツオ）
７ようこそバラの王国へ ローズキングダム
　（作詞:十和野あい/作編曲:松井タツオ）
※「十和野あい」は、松原愛のペンネームである。